# Forsskaolea griersonii
Forsskaolea griersonii là loài thực vật có hoa trong họ Tầm ma. Loài này được A.G.Mill. & J.A.Nyberg mô tả khoa học đầu tiên năm 1994.